# Ulpiana
Ulpiana est l'ancien nom de la capitale de la province de Dardanie (Kosovo actuel)  dans les Balkans, peuplée par des Illyriens  et des Dardaniens. Ulpiana figure sur la liste des monuments de la République du Kosovo.

## Histoire

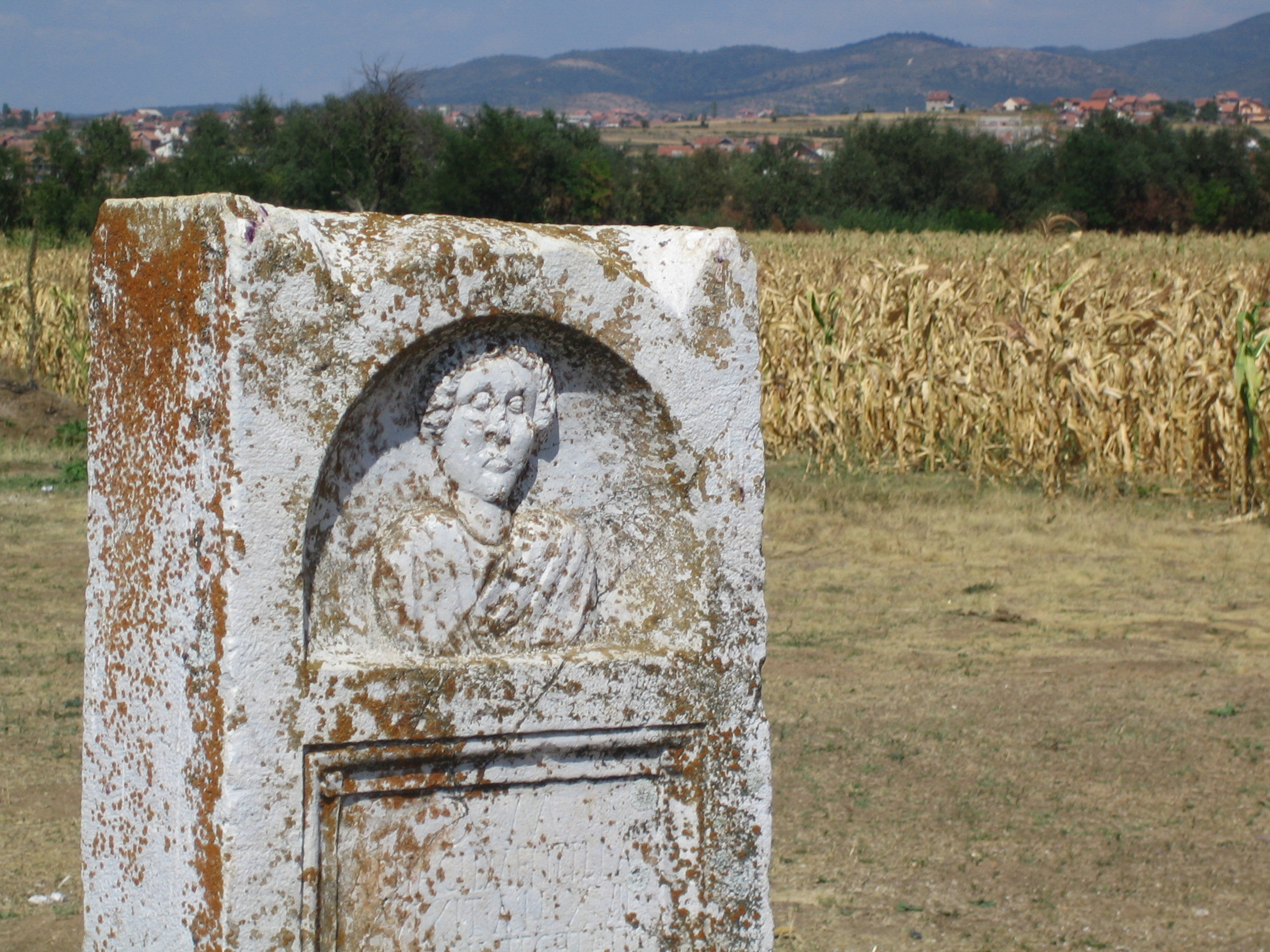
Stèle de l'époque romaine

Ulpiana est une fondation de l’empereur Trajan dans ce qui constitue alors la province de Mésie supérieure : ce municipe est un relai important (statio) sur deux voies majeures de communication, l’axe N.-S. constitué par les vallées du Margus et de l’Axios, qui relie l’Égée au Danube, et la route S.-O.—N.-E. qui mène de l’Adriatique (Lissus) au Danube en aval des Portes de Fer (Ratiaria). La ville est également fondée à proximité d’importantes mines d’argent ouvertes à cette époque (Metalla Ulpiana).
Au IVe siècle, la présence d’Ulpiana dans la Notitia Dignitatum indique qu’elle était le siège d’une garnison. La réforme de l’administration provinciale sous Dioclétien a placé la ville dans la nouvelle province de Dardanie. Elle est également le siège d’un évêché : le premier évêque connu est attesté au concile de Serdica (343). À la fin du Ve siècle, la ville est pillée par Théodoric au cours de son incursion dans la région de Naissus (471). Marcellinus Comes la cite parmi les villes de Dardanie ayant souffert d’un tremblement de terre en 518. L’enceinte urbaine est alors ruinée, et l’empereur Justinien, selon le témoignage de Procope de Césarée, la fait démanteler. Il rebaptise la ville rénovée par ses soins Justiniana Secunda. Tout comme les autres fondations justiniennes de Dardanie (Justiniana Prima, Justinopolis), elle ne semble pas survivre aux invasions slaves de la fin du VIe siècle.

## État de la recherche archéologique

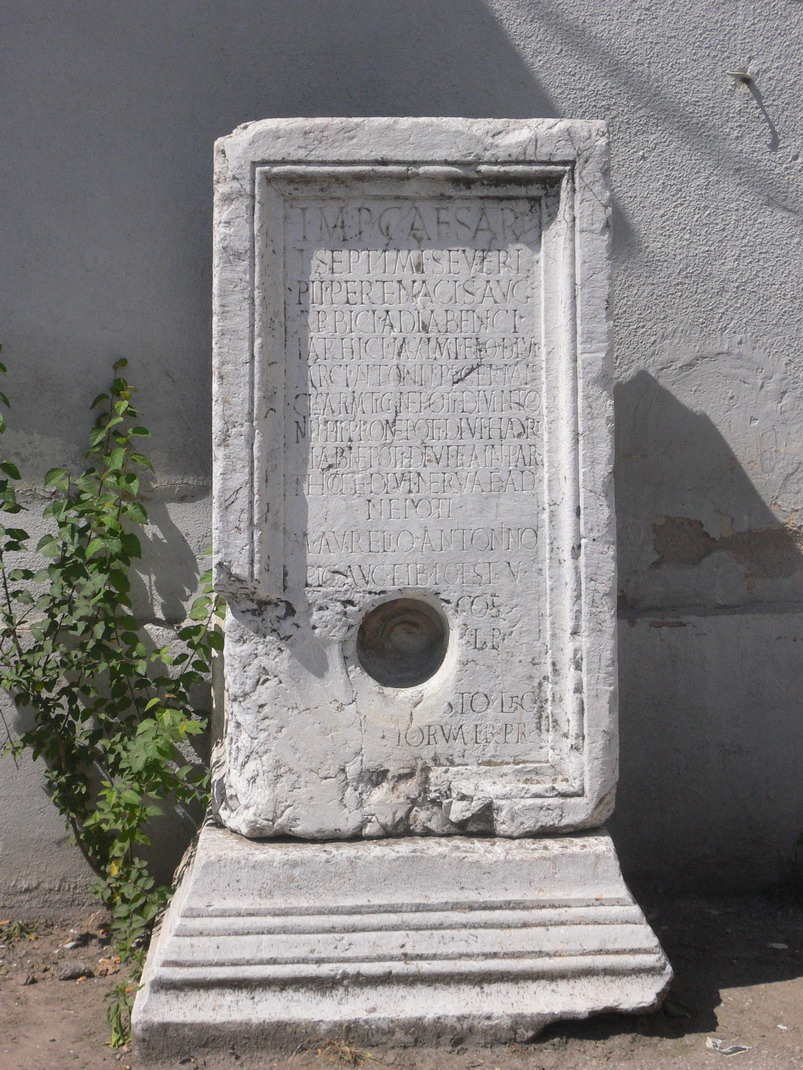
Inscription latine élevée à Remesiana par la cité d'Ulpiana en l'honneur de Septime Sévère

Les vestiges de la ville antique ont été identifiés à proximité du monastère de Gračanica, au Sud de Priština en 1926. Des fouilles systématiques ont été menées de 1953 à 1959, après quoi l’activité sur le site s’est limitée à des campagnes de restauration ou de sondages jusqu’à la fin des années 1970. Des fouilles ont apparemment repris à partir de 1981 : c’est à cette occasion que l’archéologue serbe M. Parović-Pešikan a publié dans Starinar l’article de synthèse qui fait toujours référence. Mais il n’a été suivi que par quelques publications d’inscriptions, et on ne trouve pas trace des fouilles elles-mêmes dans les revues archéologiques de la région.
Le site comprend une enceinte urbaine trapézoïdale délimitant une superficie de 35,5 ha, et un castrum de 400 m de côté (16 ha) situé à une centaine de mètres seulement au nord. La chronologie relative des deux fortifications reste à déterminer : le castrum n’a pratiquement pas été exploré. Il aurait été occupé moins longtemps que la fortification principale et pourrait représenter l’établissement originel, mais cette hypothèse reste incertaine.
Les fouilles ont porté presque exclusivement sur un quartier Nord et sur les nécropoles Nord et Ouest :
Quartier Nord : la porte N principale, constituée de deux tours semi-circulaires et datée du IVe s., a été fouillée, ainsi que divers édifices à l’Est de la rue principale ( ?) N-S. Il s’agirait de petits thermes, d’un temple, partiellement dégagés, et surtout d’une basilique paléochrétienne. Cette dernière était construite sur un bâtiment antérieur qui a été seulement en partie fouillé. Sa chronologie est discutée : elle remonterait au Ve siècle ou au VIe siècle. Une figurine néolithique en terre cuite a été découverte en 2016 près des deux tours de la porte nord de la ville.
Nécropole Nord : elle a livré une construction funéraire comprenant plusieurs sarcophages datés de la deuxième moitié du IIIe s. Il s’agirait d’un mausolée païen transformé en petite église, dépourvue d’abside, peut-être datée du IVe s. par une mosaïque du « narthex » comportant une inscription votive fragmentaire. Dans la même nécropole a été fouillée une riche tombe germanique, dont le matériel constitue le seul élément chronologique fiable en faveur d’une occupation du site au VIe siècle.
Nécropole Ouest : la trouvaille la plus remarquable y demeure un mausolée à conques latérales.
Les brefs rapports disponibles laissent une impression de confusion sur la chronologie générale du site. Ils s’accordent pour dater le rempart principal du IVe s. mais divergent ensuite sur les phases postérieures. V. Popovic distingue une séquence de trois phases séparées par des niveaux d’incendie. Il attribue une importante activité de reconstruction au VIe s. mais ne donne que peu de détails dans un rapport qui reste très général, et ne renvoie à aucune bibliographie sur le site. M. Parović-Pešikan conclut à juste titre sa synthèse sur l’incertitude chronologique et fonctionnelle concernant le castrum, qui ne pourra être résolue que par un nouveau programme de recherches. Deux hypothèses sont a priori envisageables, par analogie avec les autres sites urbains de la région : soit le castrum est l’établissement militaire originel à partir duquel s’est développée l’agglomération civile (le phénomène bien connu des canabae d’une forteresse légionnaire qui finissent par obtenir le statut de municipe, comme à Silistra ou Novae par exemple), soit ce fort appartient à l’Antiquité tardive et signale une refondation de la ville en déclin autour d’un centre déplacé à l’extérieur de l’ancienne aire urbaine (comme à Nicopolis ad Istrum).
Cette seconde hypothèse paraît moins probable mais doit tout de même être envisagée à la lumière de la notice du De Aedificiis de Procope : il est difficilement envisageable que Justinien ait démantelé l’ancienne enceinte de la ville sans l’avoir reconstruite ou sans avoir doté le site d’un nouveau rempart. Mais dans l’état actuel des travaux, la nouvelle fondation justinienne, Justiniana Secunda, ne trouve aucune confirmation archéologique.